# اسطوخودوس (رنگ)
اسطوخودوس یک سایه روشن از ارغوانی است. این رنگ به ویژه در مورد رنگ گلی به همین نام صدق می‌کند. رنگ وب به نام اسطوخودوس در سمت چپ نمایش داده می‌شود - با رنگ کم‌رنگ‌ترین قسمت گل اسطوخودوس مطابقت دارد. با این حال، رنگ اشباع‌تر که در زیر به‌عنوان اسطوخودوس نشان داده شده‌است، بیشتر با میانگین رنگ گل اسطوخودوس مطابقت دارد، همان‌طور که در تصویر نشان داده شده‌است و از نظر تاریخی و سنتی رنگ اسطوخودوس است که توسط افراد معمولی در مقایسه با کسانی که طراح وب‌سایت هستند، اسطوخودوس در نظر گرفته می‌شود. رنگ اسطوخودوس ممکن است به صورت بنفش متوسط یا صورتی مایل به بنفش روشن توصیف شود. اصطلاح اسطوخودوس ممکن است به‌طور کلی برای استفاده از طیف گسترده‌ای از رنگ‌های کم‌رنگ، روشن یا مایل به خاکستری مایل به خاکستری اما فقط در قسمت آبی استفاده شود. یاس بنفش کم‌رنگ به سمت صورتی است. در رنگ‌ها، رنگ اسطوخودوس از ترکیب رنگ بنفش و سفید به دست می‌آید.
نخستین استفاده ثبت‌شده از اسطوخودوس به عنوان یک اصطلاح رنگ در انگلیسی در ۱۷۰۵ بود.
Lavender (floral) (#B57EDC)
Lavender (web) (#E6E6FA)

## نگارخانه

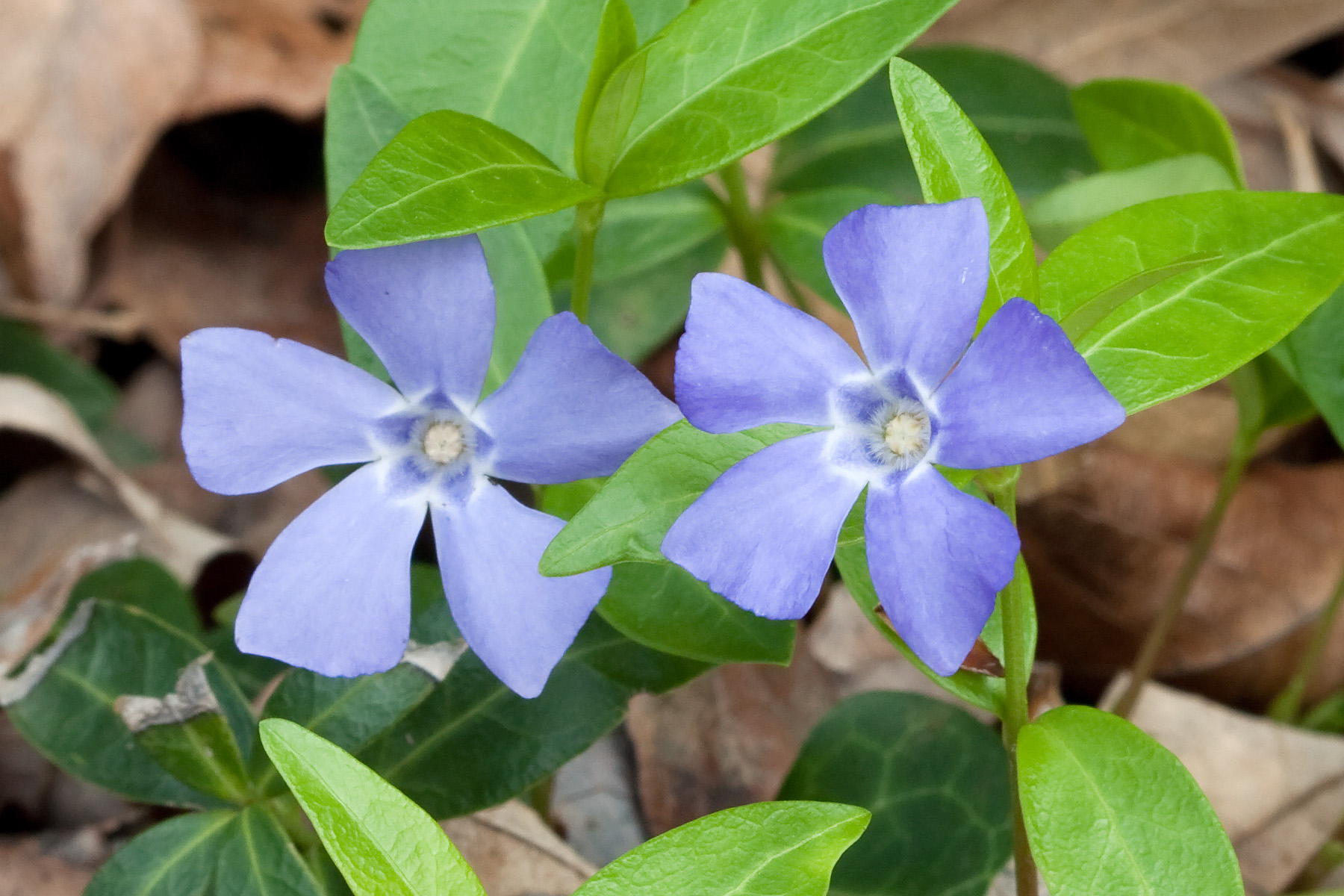
یک گل پیچ تلگرافی
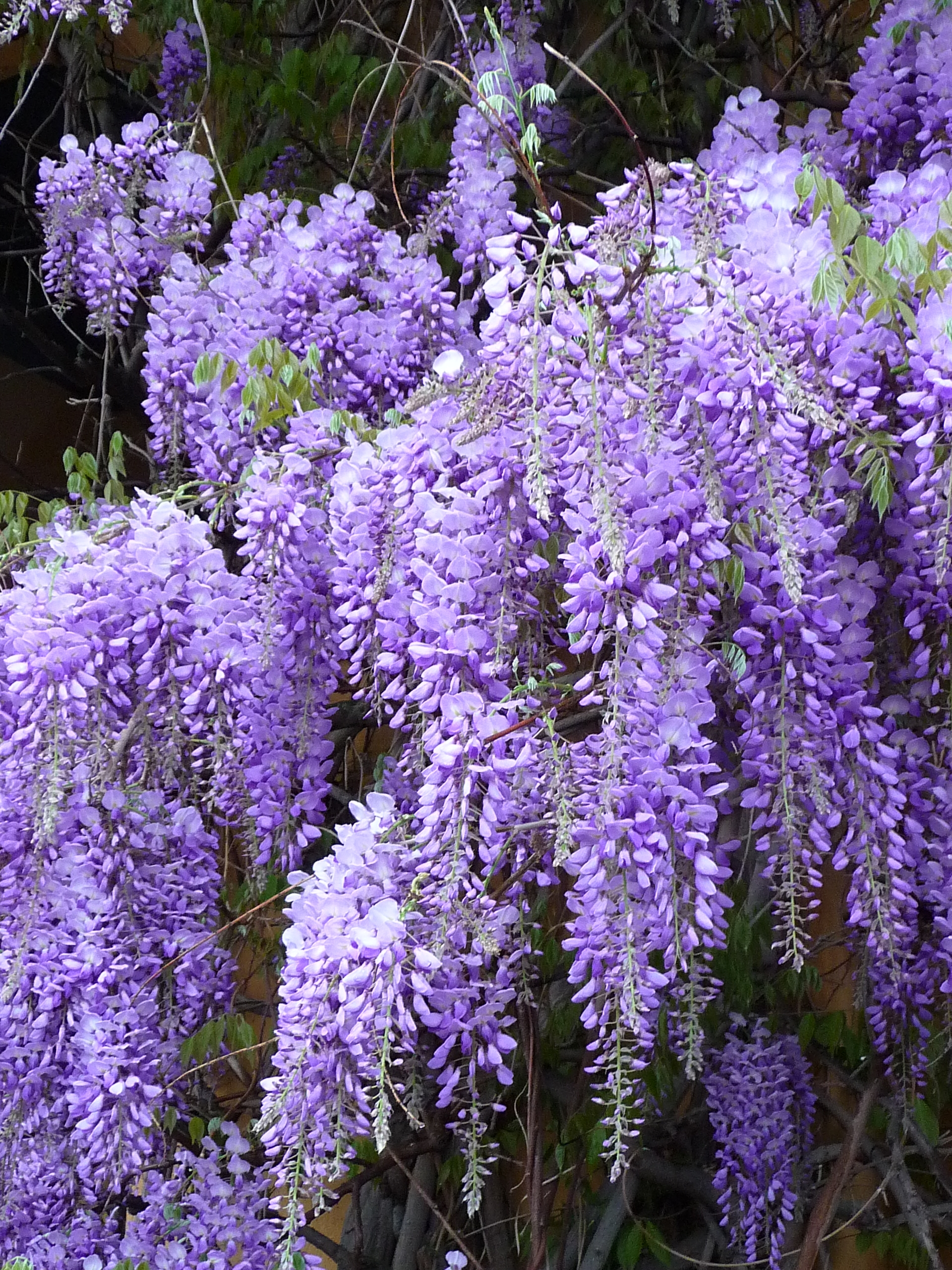
گلیسین چینی.
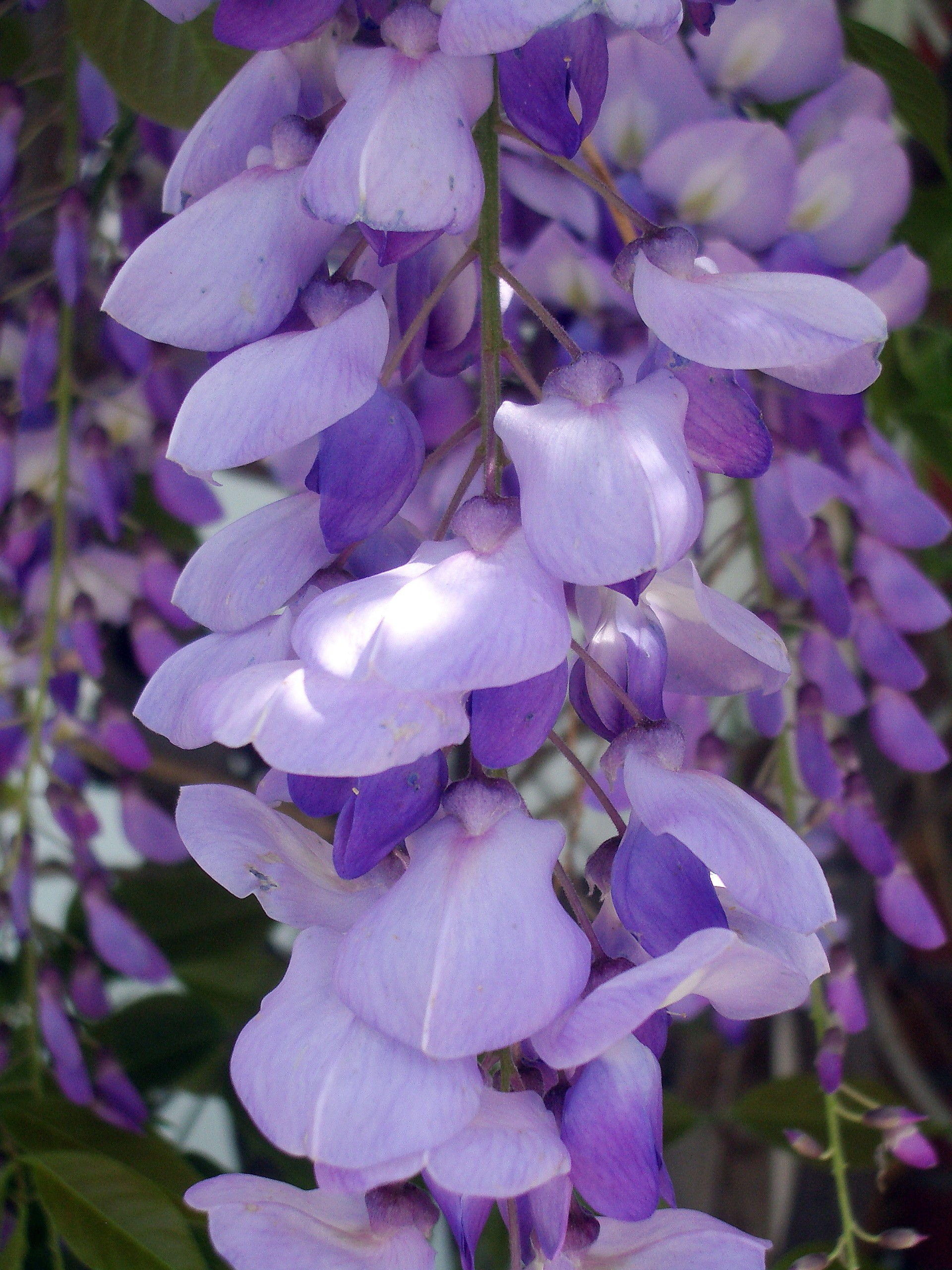
نمای نزدیک گلیسین
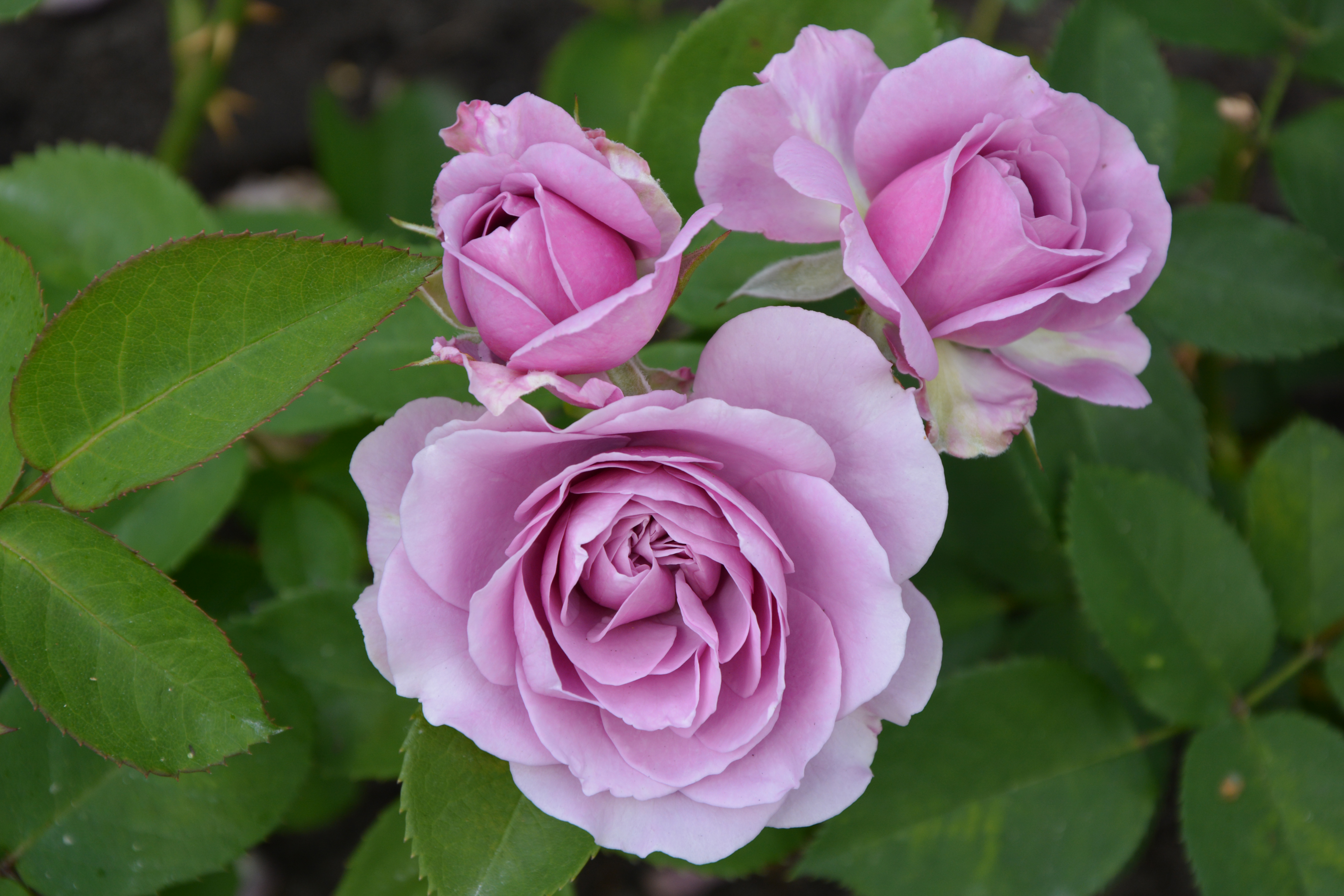
گل رز صورتی اسطوخودوسی
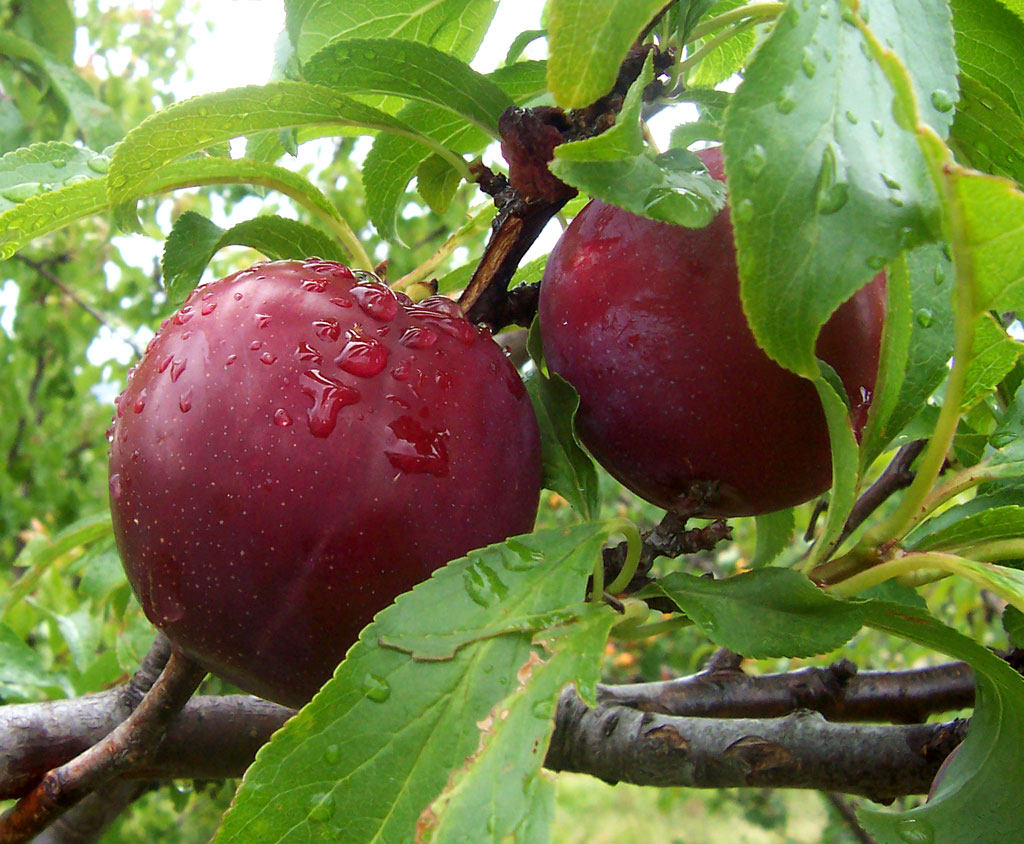
میوه‌های آلو.
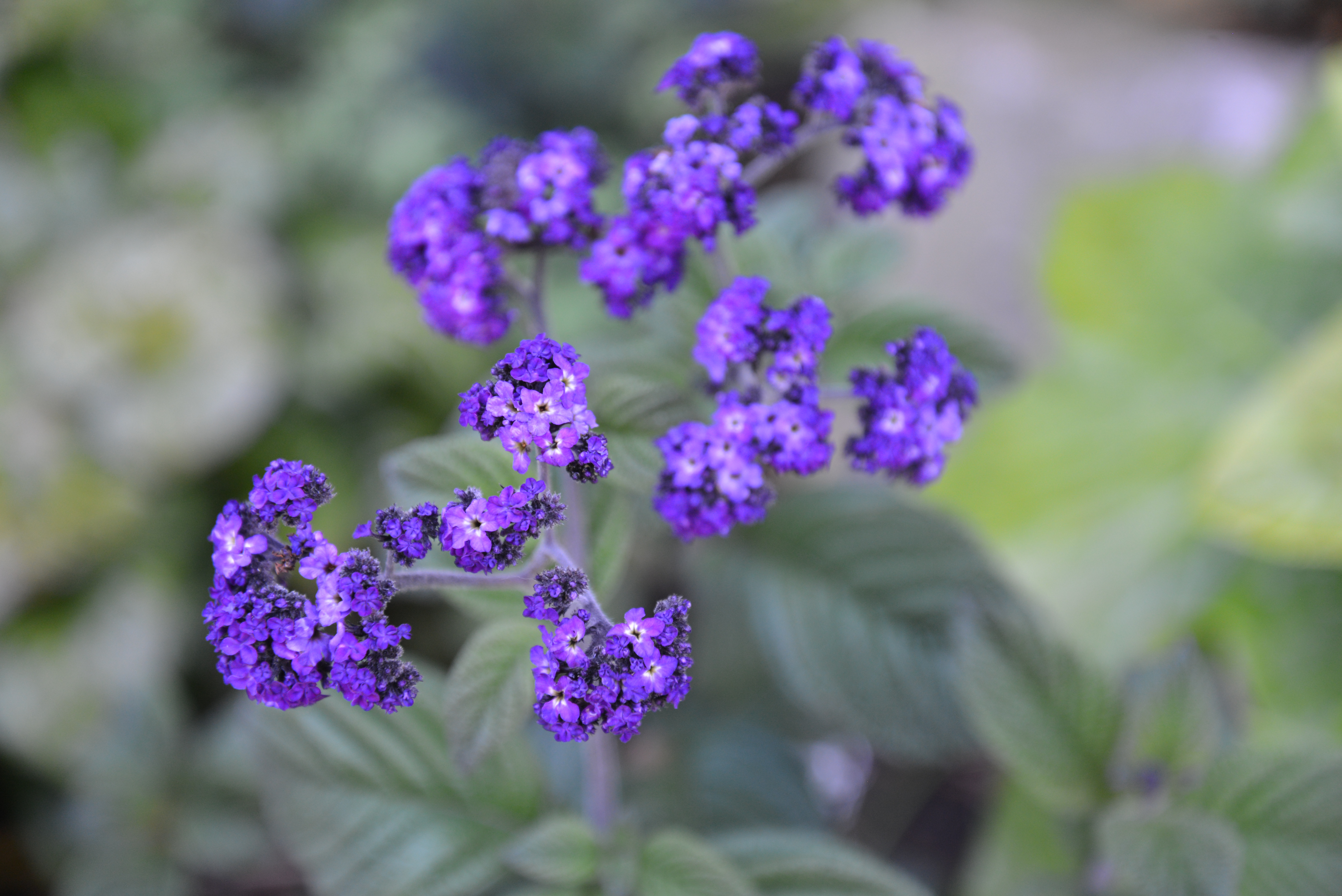
هلیوتروپ باغی.
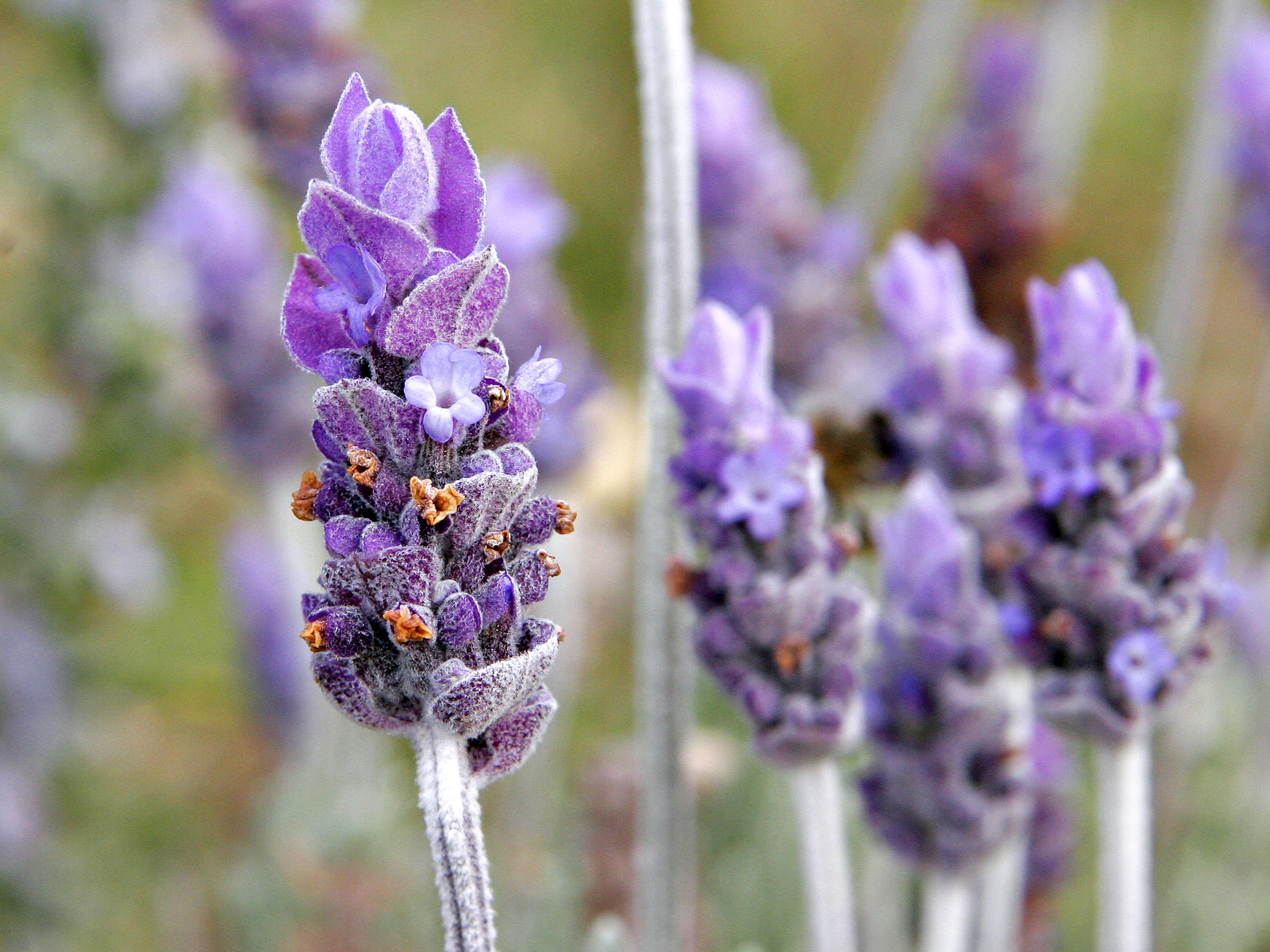
یک گل اسطوخودوس.
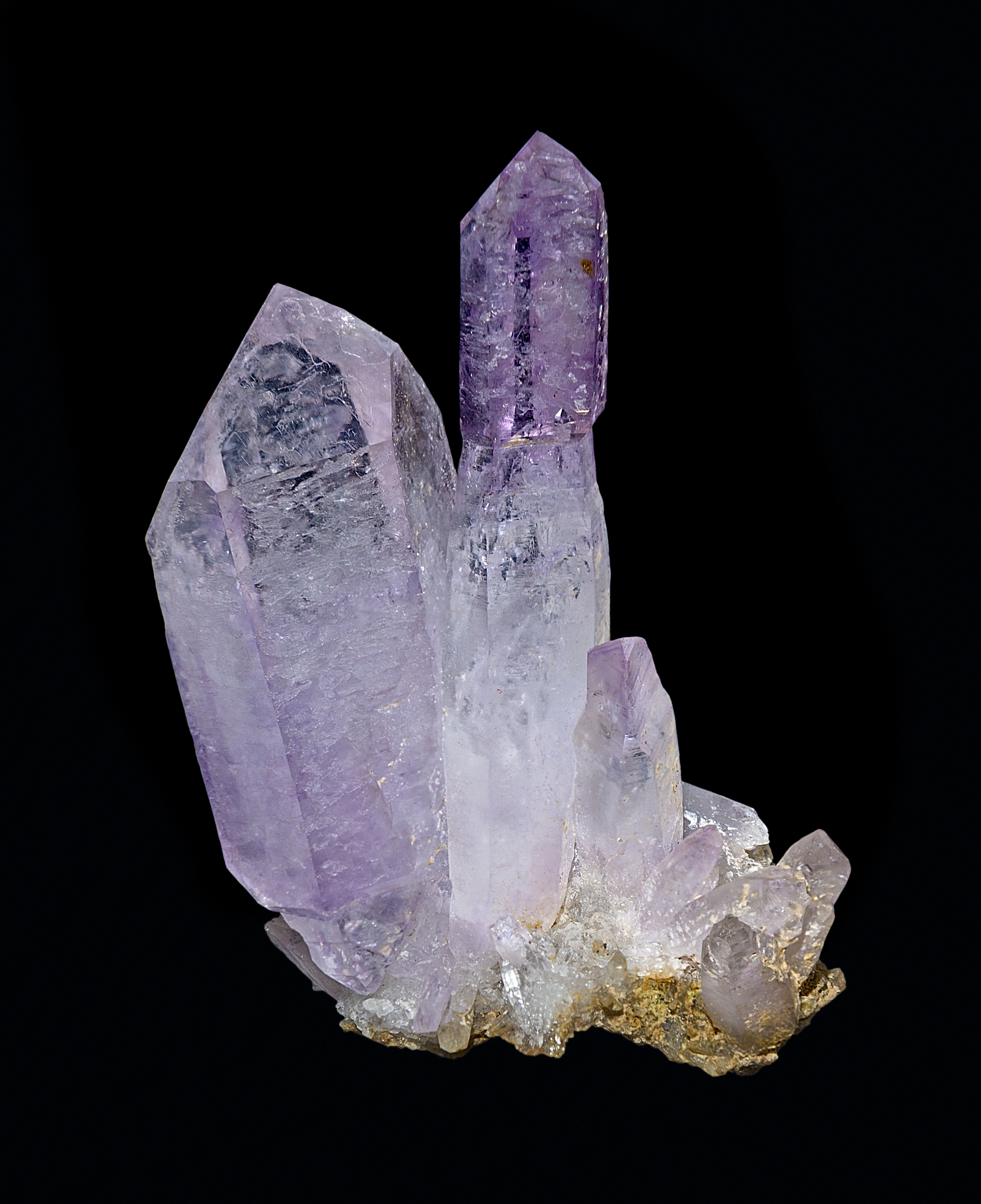
کریستال‌های آمیتیست
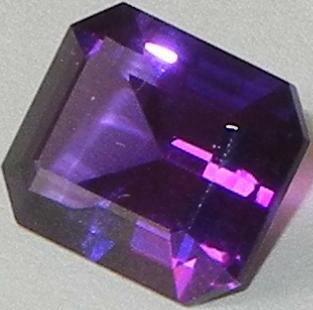
آمیتیست تراشکاری‌شده
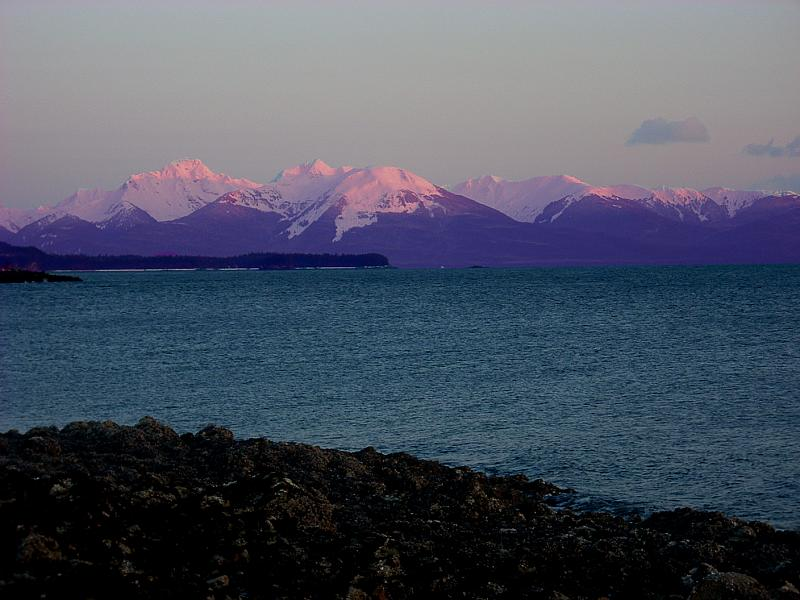
منظره کوه در خلیج Auke، آلاسکا با رنگ‌های بنفش متمایز.
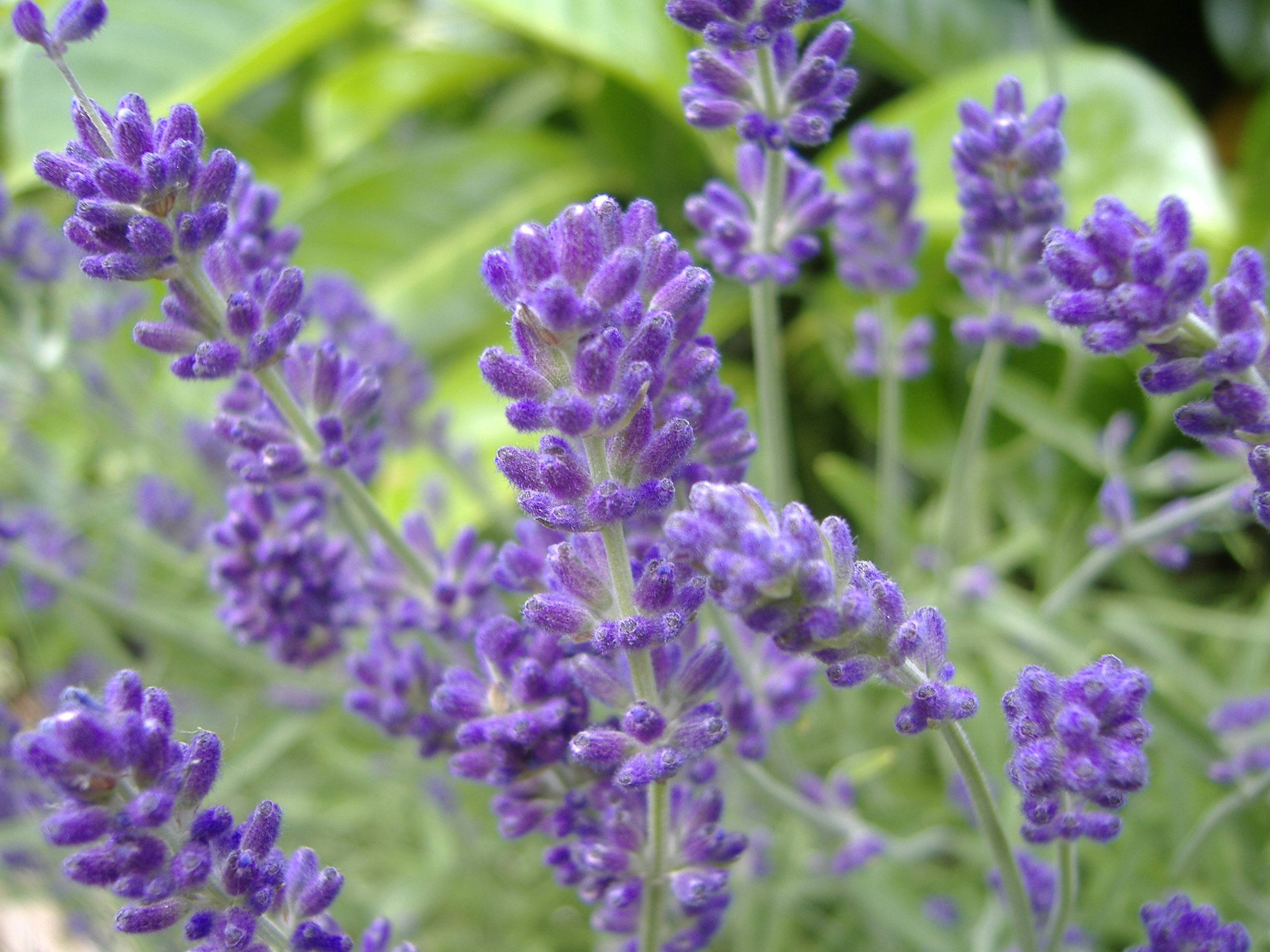
اسطوخودوس انگلیسی
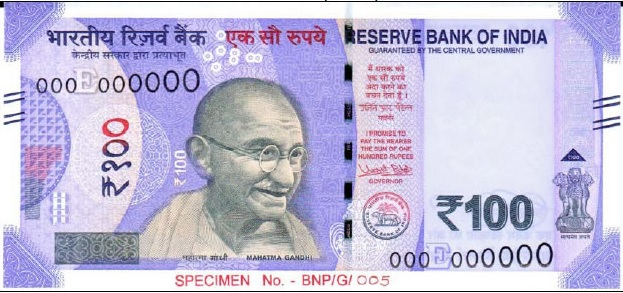
روی اسکناس ۱۰۰ روپیه‌ای هند
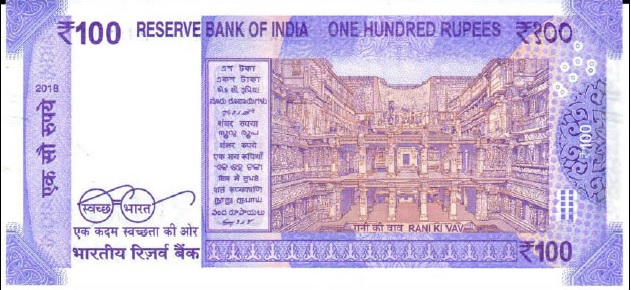
پشت اسکناس ۱۰۰ روپیه‌ای هند